# Hamptjärnen (Björna socken, Ångermanland, 705436-163628)
Hamptjärnen är en sjö i Örnsköldsviks kommun i Ångermanland och ingår i Gideälvens huvudavrinningsområde.